# Cláudio Taffarel
Cláudio André Mergen Taffarel (* 8. Mai 1966 in Santa Rosa) ist ein ehemaliger brasilianischer Fußballtorwart. In Europa spielte er erfolgreich für den AC Parma und Galatasaray Istanbul, mit denen er drei europäische Titel errang. Mit der brasilianischen Fußballnationalmannschaft wurde er 1994 Weltmeister und 1998 Vizeweltmeister. Nach seiner Spielerkarriere war Taffarel Torwarttrainer von Galatasaray Istanbul und der brasilianischen Nationalmannschaft.

## Karriere

### Verein
Taffarel begann seine Karriere 1985 beim brasilianischen Verein Internacional Porto Alegre. 1988 wurde er zu Brasiliens Fußballer des Jahres gewählt. Im Sommer 1990 wechselte Taffarel zum italienischen Erstligisten AC Parma. Bei Parma hütete er drei Jahre das Tor, gewann 1992 den italienischen Pokal sowie 1993 den Europapokal der Pokalsieger und den UEFA Super Cup. Anschließend wechselte Taffarel für 18 Monate zur AC Reggiana, ohne einen weiteren Titel zu erreichen. Im Januar 1995 wechselte er zurück nach Brasilien zu Atlético Mineiro. Dort blieb er bis 1998.
Zur Saison 1998/99 wechselte Taffarel in die Türkei zu Galatasaray Istanbul. Hier gewann er die türkischen Meisterschaften 1999 und 2000, den türkischen Pokal 1999 und 2000 und wurde UEFA-Pokal-Sieger 2000, als Galatasaray als erste türkische Mannschaft einen europäischen Wettbewerb gewinnen konnte. Taffarel wurde beim Finale am 17. Mai 2000 beim 4:1 n. E. (0:0) gegen den FC Arsenal zum Spieler des Spiels gewählt. Mit einem 2:1 gegen Real Madrid wurde kurze Zeit später auch noch der europäische Supercup gewonnen. 2001 wechselte Taffarel erneut zum AC Parma, bei dem er 2003 seine Karriere beendete.

### Nationalmannschaft
1987 kam Taffarel zu seinem Debüt in der Fußballnationalmannschaft Brasiliens. Bereits bei der WM 1990 war er Stammtorhüter. Allerdings scheiterte die Mannschaft damals bereits im Achtelfinale. Bei der WM 1994 in den USA feierte Taffarel seinen größten Triumph. Nachdem man sich bis ins Finale kämpfte, gewann das Team durch Entscheidung im Elfmeterschießen gegen Italien. Taffarel gelang es dabei, den von Daniele Massaro geschossenen Elfmeter zu halten. Vier Jahre später, bei der Weltmeisterschaft 1998 in Frankreich hatte die Mannschaft die Chance den Titel zu verteidigen. Durch zwei gehaltene Elfmeter im Elfmeterschießen des Halbfinalspiels gegen die Niederlande führte Taffarel sein Team in die nächste Runde. Ronald de Boer und Phillip Cocu waren es, die an dem Torhüter scheiterten. Allerdings reichte es im Endspiel nur zum Vizeweltmeister-Titel. Gastgeber Frankreich unterlag man dabei mit 0:3.
Daneben nahm der Torhüter an den Copa Americas 1989, 1991, 1993, 1995 und 1997 teil, wobei man die Turniere von '89 und '97 für sich entscheiden konnte. Außerdem stand Taffarel im Kader der Brasilianer beim CONCACAF Gold Cup 1998, wo man den 3. Platz erreichte.

## Erfolge

### Verein
- Coppa Italia mit der AC Parma: 1991/92, 2001/02
- Europapokal der Pokalsieger mit der AC Parma: 1992/93
- Campeonato Mineiro mit Atlético Mineiro: 1995
- Copa Conmebol (Südamerikameisterschaft) mit Atlético Mineiro: 1997
- Türkische Meisterschaft mit Galatasaray Istanbul: 1998/99, 1999/2000
- Türkischer Pokal mit Galatasaray Istanbul: 1998/99, 1999/2000
- UEFA-Pokal mit Galatasaray Istanbul: 1999/2000
- UEFA Super Cup mit Galatasaray Istanbul: 2000

### Nationalmannschaft
- Silbermedaille: Olympia 1988
- Weltmeister: 1994
- Copa América: 1989, 1997
- Vizeweltmeister: 1998

### Auszeichnungen
- Bester Torhüter der höchsten Liga Brasiliens: 1987
- Bola de Ouro (Bester Fußballer der höchsten Liga Brasiliens): 1988

## Nach der aktiven Karriere
2004 war Taffarel für kurze Zeit Torwarttrainer bei Galatasaray Istanbul. Nach nur knapp einem Jahr eröffnete er zusammen mit seinem ehemaligen Teamkameraden Paolo Roberto eine Spielervermittlungs-Agentur. Seit der Saison 2011/12 war Taffarel wieder Torwarttrainer bei Galatasaray Istanbul. Aktuell ist er Torwarttrainer der Nationalmannschaft Brasiliens. Nachdem sich Galatasaray und Cheftrainer Hamza Hamzaoğlu einvernehmlich getrennt hatten, wurde Taffarel am 19. November 2015 als Interimstrainer eingesetzt. Seit Dezember 2021 ist er parallel zur Nationalmannschaft Brasiliens auch Torwarttrainer beim FC Liverpool.